# Herman Adolf Tersmeden
Herman Adolf Tersmeden, född 8 maj 1758 i Ramnäs, död 5 maj 1837, var en svensk militär och adelsman.

## Biografi
Tersmeden som var son till assessorn Jacob Tersmeden den yngre och Magdalena Elisabeth Söderhielm, han blev livdrabant 1775, kornett vid Upplands regemente 1778 och löjtnant vid Lätta dragonerna av Livgardet 1783. Ryttmästare vid adelsfanan blev han först 1 mars 1787. Tersmeden var gift med Christina Ulrika Aurivillia Rosén von Rosenstein, dotter till livmedikus Samuel Aurivillius.

## Bilder

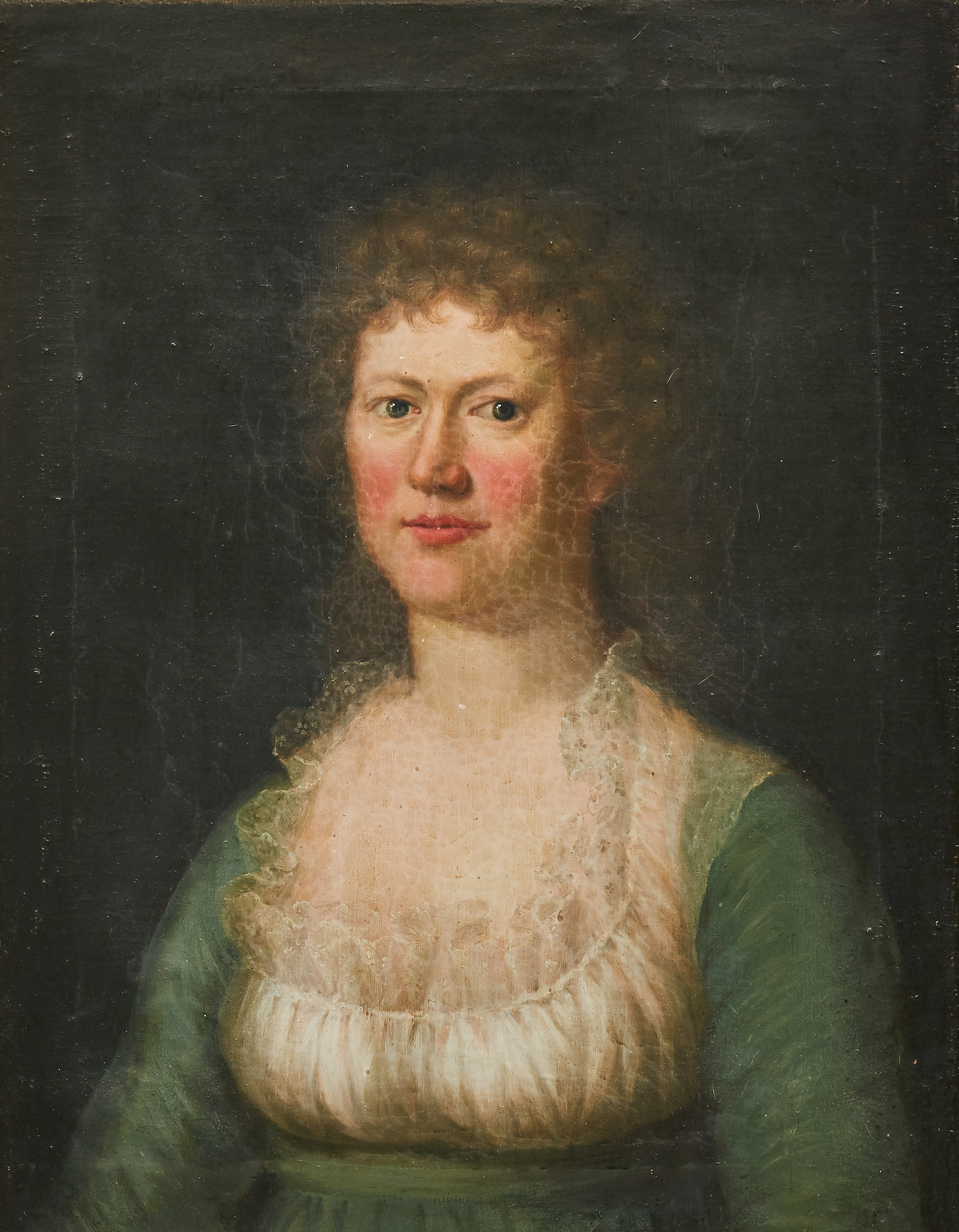
Tersmedens hustru, Anna Margareta. Avporträtterad 1799 av Nils Hagelberg.